# Rijksstad Verdun
De rijksstad Verdun was een tot de Boven-Rijnse Kreits behorende rijksstad binnen het Heilige Roomse Rijk. De rijksstad Verdun ging in 1552 of 1648 over in het Koninkrijk Frankrijk.
In de Romeinse tijd was Verdun een klein castrum. Sinds de vierde eeuw resideerde er een bisschop. In de tiende eeuw kwam de stad tot bloei, onder andere door de slavenhandel op Spanje. Vanaf de elfde eeuw kregen de aanzienlijke burgers een aandeel in het bestuur.
In 1134 zet Adalbero, de bisschop van Verdun, graaf Reinout af en hecht het graafschap Verdun aan bij het bisschoppelijk domein. In 1195 werd de stad door keizer Hendrik IV tot vrije rijksstad verheven. Hierna verlegde de bisschop zijn zetel naar Hattonchâtel.
Sinds het begin van de dertiende eeuw was de macht in handen van een aantal patriciërs. In 1236 en 1248 verpandde het prinsbisdom Verdun het burggraafschap Verdun aan de stedelijke gemeente. In 1246 sloot de stad een protectieverdrag met het graafschap Bar en in 1302 met het koninkrijk Frankrijk.
In 1552 droegen de protestantse rijksvorsten onder leiding van Maurits van Saksen in het verdrag van Chambord  het rijksvicariaat over de rijkssteden Metz, Toul en Verdun wederrechtelijk over aan de koning van Frankrijk, Hendrik II van Frankrijk. Frankrijk bezette daarop de drie steden en maakte vervolgens van de drie prinsbisdommen (prinsbisdom Verdun, prinsbisdom Toul, prinsbisdom Metz) een protectoraat. In paragraaf 70 van de Vrede van Münster van 1648 stond de keizer de drie bisdommen (Trois-Évêchés) en de drie rijkssteden definitief aan Frankrijk af.